# Perciana flavifusa
Perciana flavifusa är en fjärilsart som beskrevs av George Francis Hampson 1894. Perciana flavifusa ingår i släktet Perciana och familjen nattflyn. Inga underarter finns listade i Catalogue of Life.